# James Marburg
James Marburg, avstralski veslač, * 27. december 1982.
Marburg je kot član avstralskega četverca brez krmarja osvojil srebrno medaljo na Poletnih olimpijskih igrah 2008 v Pekingu. 